# Malá Voda
Malá Voda je přírodní památka, která se nachází v okrese Olomouc západně od města Litovel v údolí řeky Morava. Správa CHKO Litovelské Pomoraví. Důvodem ochrany je malý úsek přirozeného toku v Litovelském Pomoraví.

## Popis

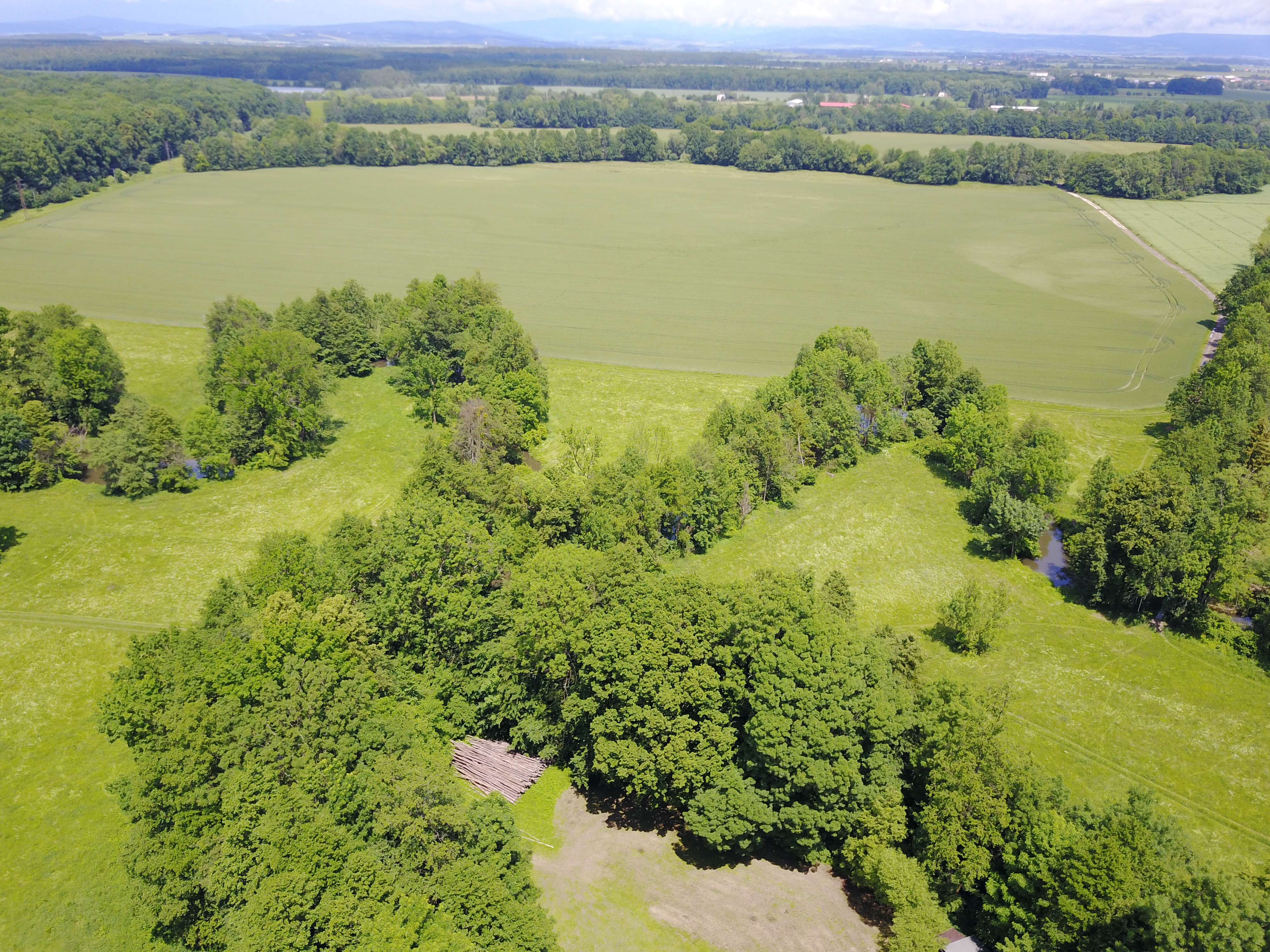
Těsné přiblížení říčních ramen Malá voda a Mlýnský potok západně od vesnice Víska

Rozloha chráněného území činí 6,22 ha. Nachází se západně od města Litovle a severně od osady Víska v přibližné nadmořské výšce 230 metrů. Chrání asi 2,5 km přirozeného toku říčního ramene Malá voda, jednoho z paralelních ramen řeky Moravy sledujících hlavní tok s periodicky zaplavovanými odbočkami, tůněmi a přirozenými břehovými porosty. Přírodní památka Malá Voda tvoří také významný biokoridor mezi národní přírodní rezervací Vrapač a přírodní památkou Hvězda.
Přírodní památka prochází čtyřmi katastrálními územími: k. ú. Litovel (p. č. 1622, 1623/1 a 1624/1), k. ú. Nasobůrky (p. č. 302), k. ú. Víska u Litovle (p. č. 110 a 111) a k. ú. Mladeč (p. č. 637).
Kolem toku neprochází žádná značená turistická trasa, území je dostupné pěšky po celý rok.